# 网 (织物)

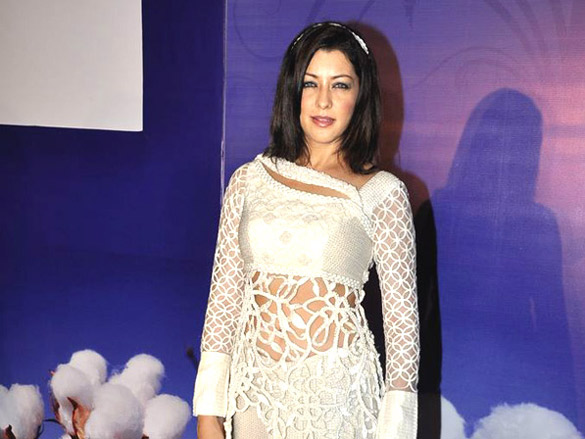
由网制作的服装。

网是一种织物，其中的纱线在其交叉点熔合、缠绕或打结，从而使织物在纱线间形成空洞。网有许多用途，因而分为不同类型。根据构成织物的纱线类型，其耐用性也不同。

## 使用
网的用途十分广泛。网是大规模捕鱼的一个关键组成部分。使用这种织物，是因为它既结实又柔软，既可以承重，又可以轻质和致密。渔民使用网进行拖网作业，因为它足够结实，在鱼被网住及拖出水面时，可以承载很大重量。纱线的纤维上经常会附着蜡或塑料，这种附着为织物增加了防水功能，从而更耐用。
网还在医疗护理的行业标准中用于隔离和包扎。在医疗护理中，网提供缓冲和保护。虽然会包扎多层，但织物下的皮肤仍然可以呼吸。根据网的使用场合，可以在纱线的纤维上附着不同的蜡或塑料。纤维可以是合成纤维或天然纤维，这取决于制造商制造这种织物未来的用途。如果网要经常暴露于水中或高温中，制造商就会考虑为织物选择最合适的。
网经常被用于野营帐篷。空气很容易从孔中通过，因此它透气且不能阻挡细菌，但却可以阻挡昆虫。网还被用于行李袋，以创造既透明、透气又可以装东西的空间。网还有很多相似的应用，它们都利用了网的透气特性。网眼的大小，也使得网的用途多种多样。

## 类型

### 手工网
手工或机制的网被用作各种针线活的基础织物，包括菲蕾丝和鼓蕾丝。网有很多用处，比如为衣服添加装饰，这在婚纱和晚礼服中非常常见。它也被用于许多其它服装，比如仙女装和芭蕾舞短裙。在考虑手工艺时也会使用网。
使用制作蕾丝或制作网的方法来打网结，可以创造各种类型的网。钻石网眼的网是在不同行来回穿行得到的。这种技术被用于背包、吊床、发带和围巾。另一种是方形网眼，它也是在不同行来回穿行，但是是穿对角线。这种网被用于拖网作业。第一行开始于一个角，最后一行结束的角与前者呈对角位置。这往往成为方网眼花边或刺绣的基础。螺旋网采用一圈又一圈的方式结网，这与毛衣针或钩针的方式类似。它的开始和结束并没有特殊的圈，而是连续的模式，一直持续下去。

### 无结网
不同的编织模式可用于不同类型的网。按照织物的用途，网眼的大小也不同。织的方式比编的方式更适用于无结网。杰森·米尔斯说，因为这种网没有结，所以通常不太坚固，也不可移动。用于无结网编织的每根线，有时可以在编织之前附着涂层来增加其耐用性。如果在编织之后附着涂层，当它暴露于高温或高压时就可以更耐用——这取决于涂层的类型。